# Ющенко Володимир Михайлович
Володи́мир Миха́йлович Ю́щенко (24 вересня 1991, м. Чернігів — 4 вересня 2014, с. Дмитрівка) — старший солдат Збройних сил України, учасник російсько-української війни.

## Життєпис
Народився 1991 року в місті Чернігів. Закінчив чернігівську ЗОШ № 33.
Мобілізований 19 березня 2014 року. Був гарним технічним спеціалістом, і його хотіли залишити в Гончарівському готувати техніку, але він поїхав на передову. Солдат 1-ї окремої гвардійської танкової бригади.
Загинув у ніч на 4 вересня близько 2-ї години — від осколкового ураження під час обстрілу з РСЗВ «Смерч» поблизу села Дмитрівка Новоайдарського району Луганської області; снаряд влучив у танк. За словами очевидців, обстріл вівся з території РФ.
Тоді ж загинули старший сержант Олександр Шик, старший солдат Сергій Безгубченко та солдат Юрій Хуторний.
Похований в Чернігові, кладовище «Яцево».

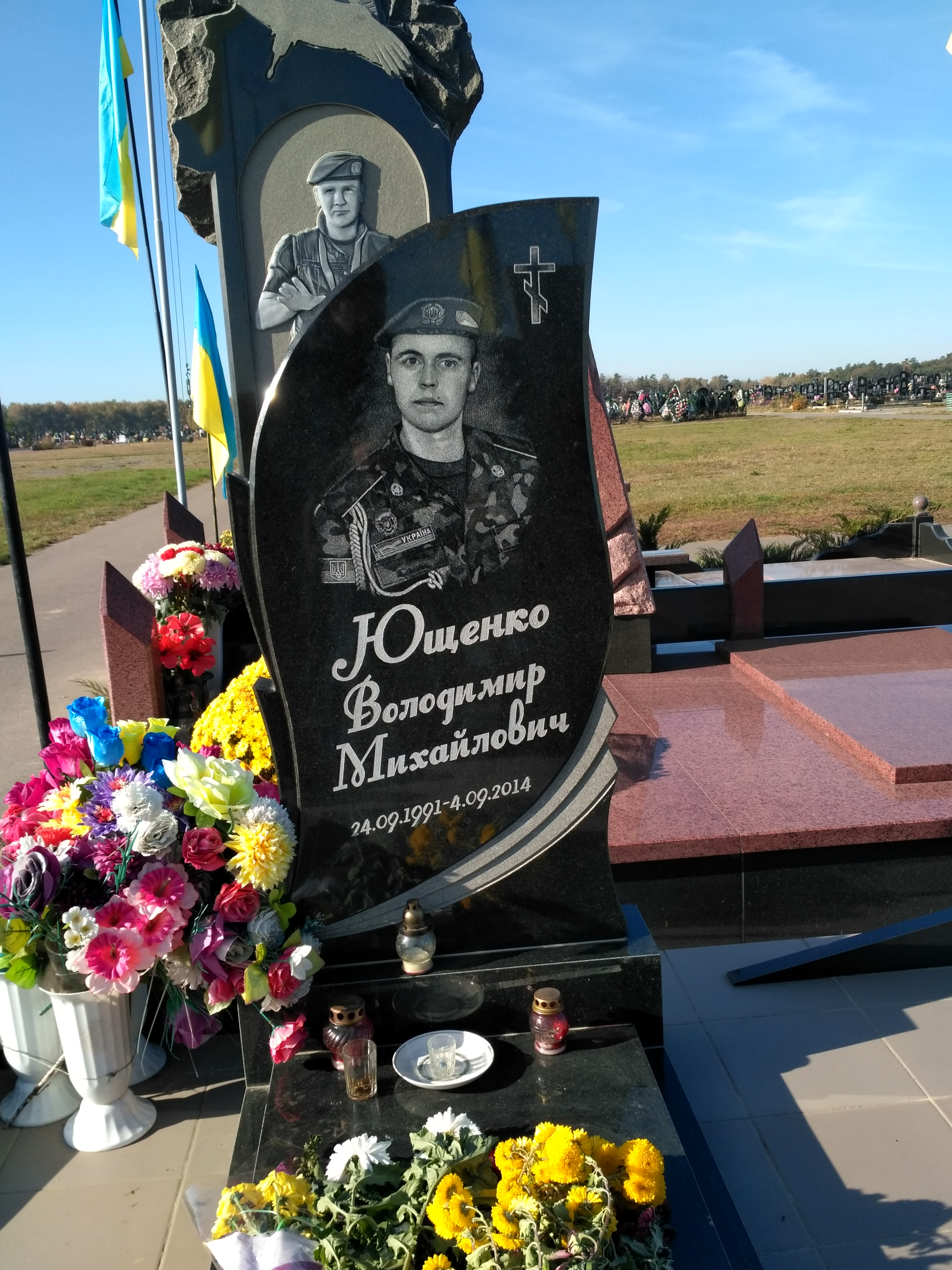
Могила Володимира Ющенка. Кладовище Яцево. Жовтень 2018

Без сина лишились батьки.

## Нагороди та вшанування
За особисту мужність і героїзм, виявлені у захисті державного суверенітету та територіальної цілісності України, вірність військовій присязі під час російсько-української війни, відзначений — нагороджений
- 15 травня 2015 року — орденом «За мужність» III ступеня (посмертно)[1]
- 21 листопада 2017 в Чернігівській ЗОШ І—ІІІ ступенів № 33 відкрито меморіальну дошку на честь двох випускників школи — учасників АТО Володимира Ющенка та Олександра Шуріна[2].
- Його портрет розміщений на меморіалі «Стіна пам'яті полеглих за Україну» у Києві: секція 4, ряд 9, місце 1
- Вшановується в меморіальному комплексі «Зала пам'яті», в щоденному ранковому церемоніалі 4 вересня[3]
- Рішенням міської ради Чернігова Володимиру присвоєно почесне звання «Захисник України — Герой Чернігова» (посмертно)[4]